# New Frontiers
A New Frontiers a NASA űrszondás kutatóprogramja, amelyben közepes méretű küldetéseket hajtanak végre. A küldetések költsége nem haladja meg a 700 millió dollárt. Ezt a programot a sikeres Discovery-program előzte meg. Küldetésekre nem csak amerikai kutatók nyújthatnak be javaslatot. A New Frontiers tudományos céljai nem tartalmazzák a Mars kutatását. Erre egy külön program van, a Mars Scout.

## Aktív küldetések
- New Horizons: a Plútó vizsgálatára indították 2006. január 19-én. Egy Jupiter melletti gravitációs hintamanővert végzett 2007 februárjában, 2015 júliusában érkezett a Plútóhoz és meglátogat még egy vagy két Kuiper-övbeli objektumot is 2015 és 2020 között.

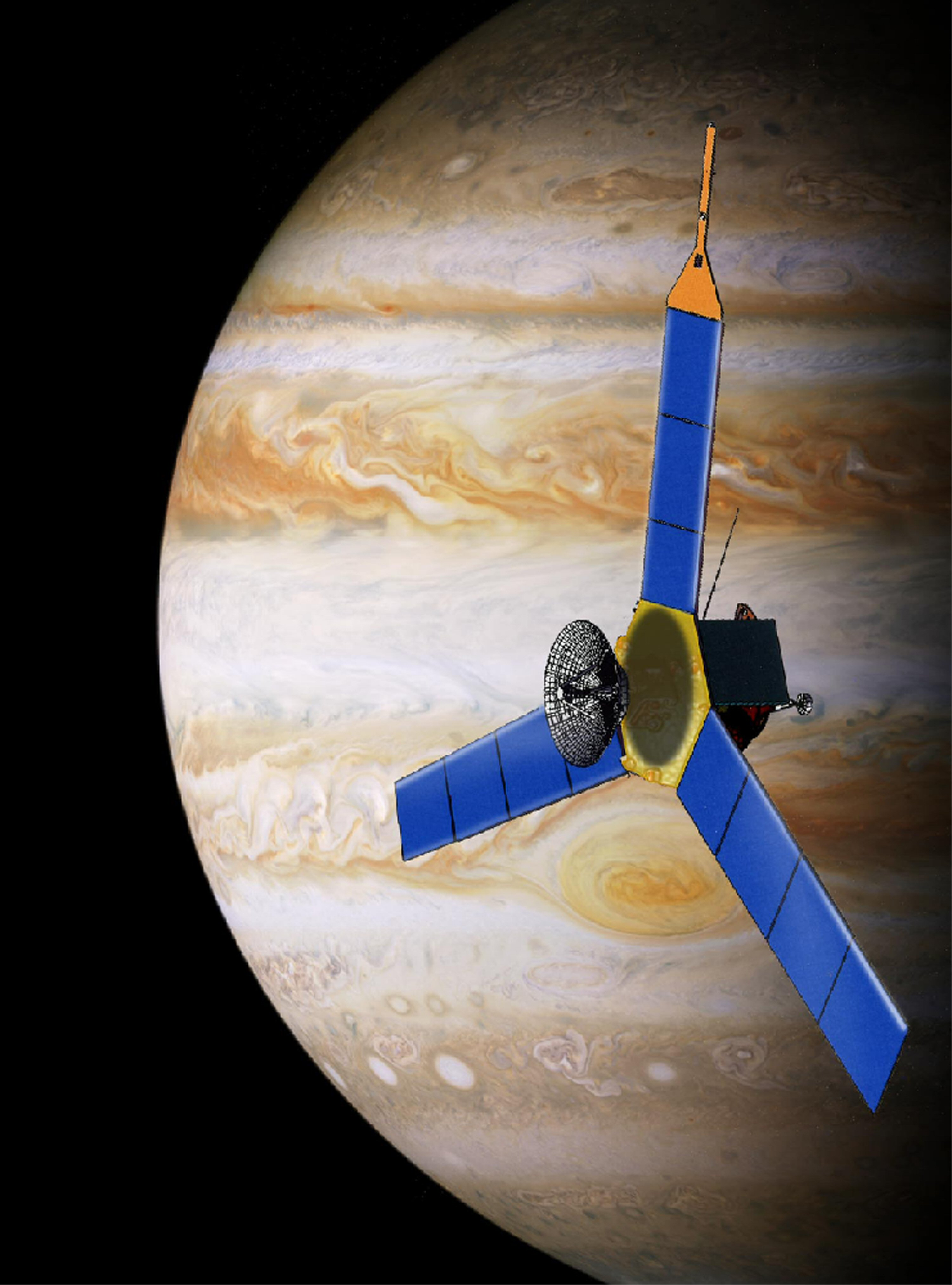
A Juno a Jupiternél

- Juno: 2011 augusztusában indították a Jupiter felé. Poláris pályáról vizsgálja a bolygó mágneses terét. Tovább folytatja és kiegészíti a Galileo űrszonda méréseit.
- OSIRIS-REx: a 101955 Bennu kisbolygó vizsgálatára indította a NASA 2016. szeptember 9-én. A küldetés célja anyagminta visszajuttatása a Földre a Bennuról. A mintavétel 2020 októberében sikeresen megtörtént,[1][2] a minta Földre érkezésének várható időpontja 2023 szeptembere.

## Jóváhagyott, előkészületben levő küldetések
- Dragonfly: A Szaturnusz Titán holdjának kutatására indítandó autonóm drón-szonda. A forgószárnyas szonda a hold több pontját felkeresve komplex kutatási programot hajt végre.[3] Az eredetileg 2026-ra tervezett indítást 2027-re halasztották.[4]

## Javasolt küldetések (nem kerültek jóváhagyásra)
- Venus In Situ Explorer: 2013-ban indulhat. A Vénusz összetételét és felszíni tulajdonságait tanulmányozza. Anyagmintát vesz a felszínről és ezt elemzi.
- Lunar South Pole-Aitken Basin Sample Return: legkorábban 2013-ban anyagmintát hoz vissza a Holdról, a déli-sarki régióból.
- Comet Surface Sample Return: részletesen tanulmányoz egy kiválasztott üstököst. Ezzel többet tudhatunk meg a korai Naprendszer összetevőiről és fizikai feltételeiről.

## Külső hivatkozások

### Külföldi oldalak
- A New Frontiers program honlapja
- A jóváhagyott küldetések honlapja Archiválva 2020. október 1-i dátummal a Wayback Machine-ben
- New Frontiers Program and Missions of Opportunity Announcement of Opportunity